# Climacoptera zenobiae
Climacoptera zenobiae är en amarantväxtart som först beskrevs av Paul Mouterde, och fick sitt nu gällande namn av Viktor Petrovitj Botjantsev. Climacoptera zenobiae ingår i släktet Climacoptera, och familjen amarantväxter. Inga underarter finns listade i Catalogue of Life.